# Jens August Schade

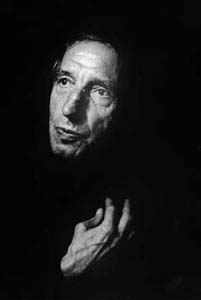
Jens-August Schade (1973)

Jens August Schade född 10 januari 1903 i Skive, död 20 november 1978, var en dansk författare och poet.  
Schade kallades för "Den lyse digter" och skrev bland annat ett antal erotiska dikter. Dessutom är hela författarskapet genomsyrat av en övernaturlig andlighet. Under en period uppstod en lyrisk/dramatisk riktning i Frankrike - Schadisterna som hade sin utgångspunkt i Schades författarskap. Han finns representerad i Danmarks kulturkanon med Læren om staten från Sjov i Danmark.
Han ligger begravd på Assistens Kirkegård.